# Riley Smith
Riley Bryant Smith (* 12. April 1978 in Cedar Rapids, Iowa) ist ein US-amerikanischer Schauspieler, Sänger und Model.

## Leben
Riley Smith wuchs in Iowa auf der Pferderanch seiner Familie auf. Schon früh begann er mit dem Reiten und gewann bereits im Alter von 16 Jahren die American-Quarter-Horse-Jugendweltmeisterschaft. 1996 und 1997 war er Präsident der American Quarter Horse Youth Association, der größten Zuchtpferd-Jugendvereinigung mit mehr als 25.000 Mitgliedern.
Smith wurde in einem Einkaufszentrum seiner Heimatstadt von einem Talentscout entdeckt. Dieser schickte ihn zu einer Versammlung der International Modeling and Talent Association (IMTA)  nach New York. Danach wurde Smith Model für eine Tommy-Hilfiger-Kampagne und unterschrieb bei seiner heutigen Agentin, Abby Bluestone. Smith lehnte ein Basketball-Stipendium ab und blieb weiter in New York. Dort schmückte er bald Zeitschriftencover und Reklametafeln. Das Geld, das er damit verdiente, nutzte er dazu, um Schauspielunterricht zu nehmen. Nach drei Monaten Unterricht und nach seinem großen Erfolg als Model flog Smith nach Los Angeles, um 1998 für den Pilotfilm Minor Threat vorzusprechen. Er bekam die Rolle zwar, der Pilotfilm wurde allerdings nie ausgestrahlt. Smith’ Schauspielkarriere aber wurde dadurch angestoßen.
2005 wurde Smith gemeinsam mit dem gesamten Team von Sie nennen ihn Radio mit einem Character and Morality in Entertainment Award ausgezeichnet.

## Filmografie (Auswahl)

### Filme
- 1999: Lovers Lane – Date mit dem Tod (Lovers Lane)
- 1999: Wild Grizzly – Jagd auf Leben und Tod (Wild Grizzly)
- 1999: Alien Arsenal – Welt in Gefahr (Alien Arsenal, Fernsehfilm)
- 2000: Voodoo Academy
- 2000: Girls United (Bring It On)
- 2001: Chestnut Hill
- 2001: Motocrossed
- 2001: Nicht noch ein Teenie-Film (Not Another Teen Movie)
- 2002: Eastwick
- 2002: Raising Dad – Wer erzieht wen? (Raising Dad)
- 2002: Arac Attack – Angriff der achtbeinigen Monster (Eight Legged Freaks)
- 2002: Full Ride
- 2003: Almost Legal – Echte Jungs machen’s selbst (After School Special)
- 2003: Sie nennen ihn Radio (Radio)
- 2004: The Plight of Clownana
- 2004: Ein verrückter Tag in New York (New York Minute)
- 2005: The Bay: Hai-Alarm! (Spring Break Shark Attack)
- 2005: Die Eishockey Prinzessin (Go Figure)
- 2006: White Air
- 2007: One Missed Call
- 2007: Drive
- 2007: Weapons
- 2008: Make It Happen
- 2012: Gallowwalkers
- 2014: 10.000 Days (10,000 Days)

### Fernsehserien
- 1998: One World (Folge 1x07)
- 1999: Eine himmlische Familie (7th Heaven, Folge 4x05)
- 2000: Voll daneben, voll im Leben (Freaks and Geeks, fünf Folgen)
- 2000: Hang Time (Folge 6x04)
- 2000: Noch mal mit Gefühl (Once and Again, Folge 2x07)
- 2001: Gideon’s Crossing (drei Folgen)
- 2002: McLeods Töchter (McLeod's Daughters, Folge 2x06)
- 2002: Birds of Prey (Folge 1x04)
- 2002: Boston Public (Folge 3x03)
- 2003: CSI: Miami (Folge 1x21)
- 2003: 24 (sechs Folgen)
- 2003: Peacemaker (Folge 1x02)
- 2004: Summerland Beach (Summerland, Folgen 1x03 und 1x12)
- 2004: Hawaii (Folge 1x07)
- 2004–2005: Die himmlische Joan (Joan of Arcadia, fünf Folgen)
- 2007: CSI: Den Tätern auf der Spur (CSI: Crime Scene Investigation, Folge 8x07)
- 2008–2009: Criminal Minds (Folgen 3x12)
- 2009: Ghost Whisperer – Stimmen aus dem Jenseits (Ghost Whisperer, Folge 5x06)
- 2010: Leverage (Folge 3x11)
- 2011: The Closer (Folge 6x15)
- 2011: The Glades (Folge 2x13)
- 2012–2013: 90210 (sieben Folgen)
- 2014: Beauty and the Beast (Folge 2x8)
- 2014: True Blood (5 Episoden)
- 2016: CSI: Cyber (Folge 2x14)
- 2016–2017: Frequency (Fernsehserie, 14 Folgen)
- 2018: Life Sentence (Fernsehserie, 13 Episoden)
- 2019–2023: Nancy Drew